# Mninga
Mninga ist ein Verwaltungsbezirk (englisch Ward) des Distrikts Mufindi in der tansanischen Region Iringa.

## Geografie
Mninga liegt im südlichen Hochland von Tansania etwa 30 Kilometer Luftlinie südlich der Distrikthauptstadt Mafinga. Das hügelige Gelände liegt großteils zwischen 1800 und 2000 Meter Seehöhe. Der Bezirk grenzt im Norden an Sao Hill, im Osten an Mtwango, im Süden an Makungu und Kiyowela und im Westen an Kasanga und Igowole. Bei der Volkszählung 2022 lebten 15.795 Menschen in 4562 Haushalten auf einer Fläche von 197 Quadratkilometern.

## Gliederung
Der Bezirk besteht aus fünf Gemeinden (swahili Mtaa) mit 28 Orten (Kitongoji):
| Itulituli - Kibata - Upembelesa - Ulundibalula | Mninga - Utunika - Mlimani - Mwasimba - Lunyigi - Majengo - Maboga - Mlandege | Kihanga - Mpeme - Machula - Mahenge - Kipagamo - Magunga - Mabonde | Mkalala - Itotoma - Mahemi - Mahangana - Kihesa - Mtakuja - Madukani | Ikwega - Mgeluka - Lukosi - Ihuu - Kiwanjani - Ndahave - Kisembo |

## Wirtschaft und Infrastruktur
- Landwirtschaft: Im Bezirk werden rund 5500 Hühner, 1200 Rinder, 500 Ziegen und 1000 Schweine gehalten.[7]
- Bildung: In Mninga liegen drei weiterführende Schulen.[8] Die Mninga Secondary School[9] und die Mkalala Secondary School[10] sind staatliche Tagesschulen. Die Brooke Bond Secondary School ist eine Privatschule für Tages- und Internatsschüler.[11] All drei bieten eine Ausbildung bis zur 4. Stufe an.